# Лыков, Василий Михайлович
Василий Михайлович Лыков (1923—1988) — лётчик-штурмовик, участник Великой Отечественной войны, Герой Советского Союза (1944), капитан Советской Армии .

## Биография
Василий Лыков родился 7 января 1923 года в селе Кирза (ныне — Ордынский район Новосибирской области). В 1930 году переехал в Кемерово, где окончил восемь классов школы и аэроклуб. В 1940 году Лыков был призван на службу в Рабоче-крестьянскую Красную Армию. В 1942 году он окончил Пермское военное авиационное училище лётчиков. С февраля 1943 года — на фронтах Великой Отечественной войны.
К январю 1944 года старший лейтенант Василий Лыков командовал эскадрильей 765-го штурмового авиационного полка 266-й штурмовой авиационной дивизии 1-го штурмового авиационного корпуса 5-й воздушной армии 2-го Украинского фронта. К тому времени он совершил 120 боевых вылетов на воздушную разведку, штурмовку и бомбардировку скоплений боевой техники и живой силы противника, его важных объектов, нанеся ему большие потери.
Указом Президиума Верховного Совета СССР от 1 июля 1944 года за «образцовое выполнение заданий командования и проявленные при этом мужество и героизм» старший лейтенант Василий Лыков был удостоен высокого звания Героя Советского Союза с вручением ордена Ленина и медали «Золотая Звезда» за номером 1974.
В 1946 году в звании капитана Лыков был уволен в запас. Вернулся в Кемерово. После окончания Кемеровского электромеханического техникума работал конструктором на заводе «Кузбассэлектромотор». Скончался 1 мая 1988 года, похоронен в Кемерово.
Был также награждён двумя орденами Красного Знамени, орденом Александра Невского, Отечественной войны 1-й и 2-й степеней, рядом медалей.

## Память
Мемориальная доска установлена в Кемерово на доме № 7 по ул. Весенней, где жил В. М. Лыков, Герой Советского Союза.
Памятный бюст был установлен в селе Кирза на главной площади .